# Caccia di guerra
Caccia di guerra (War Hunt) è un film del 1962 diretto da Denis Sanders. Ambientato durante la guerra di Corea, rappresentò il debutto sul grande schermo di Tom Skerritt e Sydney Pollack (sino ad allora regista televisivo) e vide Robert Redford nel suo primo ruolo accreditato.
Il National Board of Review lo inserì tra i dieci migliori film del 1962.

## Trama
Nel maggio 1953, durante le fasi finali della guerra di Corea, la recluta Roy Loomis è inviata al fronte dove conosce Charlie, un orfano coreano protetto dallo spregiudicato soldato Raymond Endore, che ogni notte oltrepassa le linee nemiche per compiere azioni pericolose e fornire informazioni utili al suo comando. Proprio quando la guerra viene interrotta dall'armistizio di Panmunjeom, Endore sparisce nella terra di nessuno con Charlie, per niente intenzionato a smettere di combattere. Poiché questo fatto potrebbe compromettere le sorti della pace, Loonis inizia le ricerche insieme al sergente Van Horn e al capitano Pratt. Una volta trovati, Endore si ribella al capitano e si rifiuta di rientrare nelle linee americane. Durante la colluttazione che ne deriva, Pratt lo uccide e Charlie fugge facendo perdere le sue tracce.

## Produzione
Le riprese iniziarono il 1º febbraio 1961 negli ex Charlie Chaplin Studios di Hollywood, in quel periodo di proprietà del comico Red Skelton. Il giorno prima, il regista Denis Sanders aveva dichiarato al Los Angeles Times che il film avrebbe offerto "un acuto senso di partecipazione" mostrando "la geografia di ogni sequenza", consentendo agli spettatori di vedere le scene come se fossero stati personaggi sullo schermo. Le riprese furono completate in quindici giorni con un budget di 275.000 dollari.
Nel film compare, non accreditato, il 23enne Francis Ford Coppola nei panni dell'autista di un mezzo militare.

## Distribuzione
Il film uscì in Germania Ovest il 6 aprile 1962 e fu distribuito negli Stati Uniti nel maggio dello stesso anno. Il 29 luglio fu proiettato al Locarno Film Festival, dove ricevette la Vela d'argento, e il 9 giugno 1963 fu mostrato al Melbourne International Film Festival.

### Data di uscita
- 6 aprile 1962 in Germania Ovest (Hinter feindlichen Linien)
- Maggio 1962 negli Stati Uniti (War Hunt)
- 23 maggio 1962 in Danimarca (Bag fjendens linier)
- 4 giugno 1962 in Svezia (Krigsgalen)
- 21 settembre 1962 in Finlandia (Yön taistelijat)
- 14 febbraio 1963 in Messico (El que mató por placer)
- 15 novembre 1963 in Francia (La guerre est aussi une chasse)

## Riconoscimenti
- 1962 – National Board of Review of Motion Pictures Awards

Top Ten Films
- 1962 – Locarno Film Festival

Vela d'argento per il miglior lungometraggio a Denis Sanders
- 1964 – British Academy Film Awards

Candidatura allo United Nations Award